# Ajuntament de Sant Feliu Sasserra
L'Ajuntament de Sant Feliu Sasserra és un edifici del municipi de Sant Feliu Sasserra (Bages) protegida com a bé cultural d'interès local.

## Descripció
L'edifici té una bonica façana renaixentista amb un sistema de pilastres cantoneres que emmarquen els tres finestrals de l'espai central. La façana és estructurada amb dos cossos de desigual proporció i definits per una imposta. Al pis superior les finestres estan disposades en forma de galeria. Cal destacar les motllures de la gran finestra central, coronada amb un frontó d'estil clàssic, on hi ha representada la figura al·legòrica del Justicier. La porta d'entrada, d'arc de mig punt, és emmarcada per dues petites pilastres que sostenen un entaulament, situat per damunt de l'arc de la porta. Sobre aquest entaulament hi ha dues figures al·legòriques que mostren l'escut de la vila.

## Història
L'edifici fou construït el 1611 per a ésser la seu de la cúria de la sotsvegueria del Lluçanès, funció que conservà fins al Decret de Nova Planta. Posteriorment passà a ser la casa de la Vila. El 1972 es va acabar la seva restauració i es convertí en la seu de l'ajuntament, la biblioteca Sant Pere Almató, el jutjat i l'arxiu.

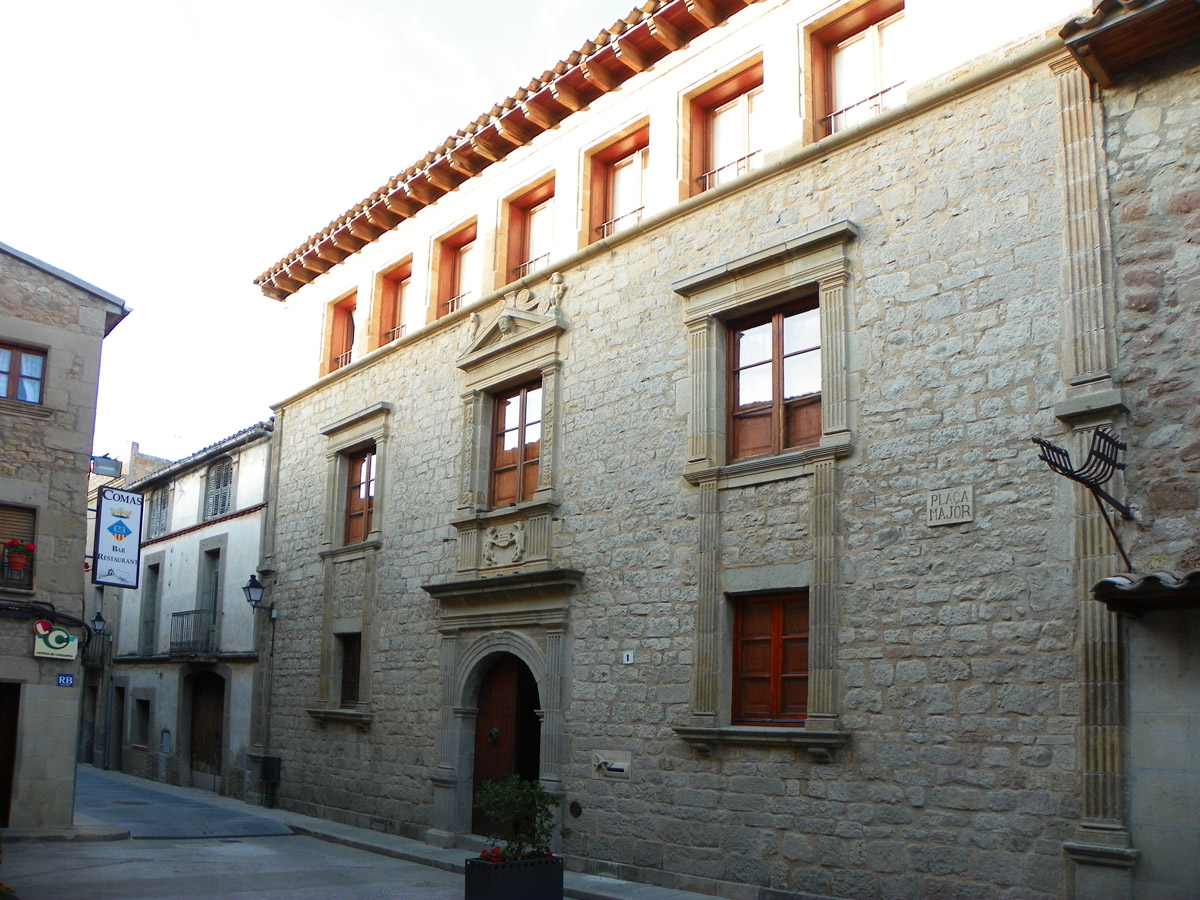
Façana.